# Hackenhofen

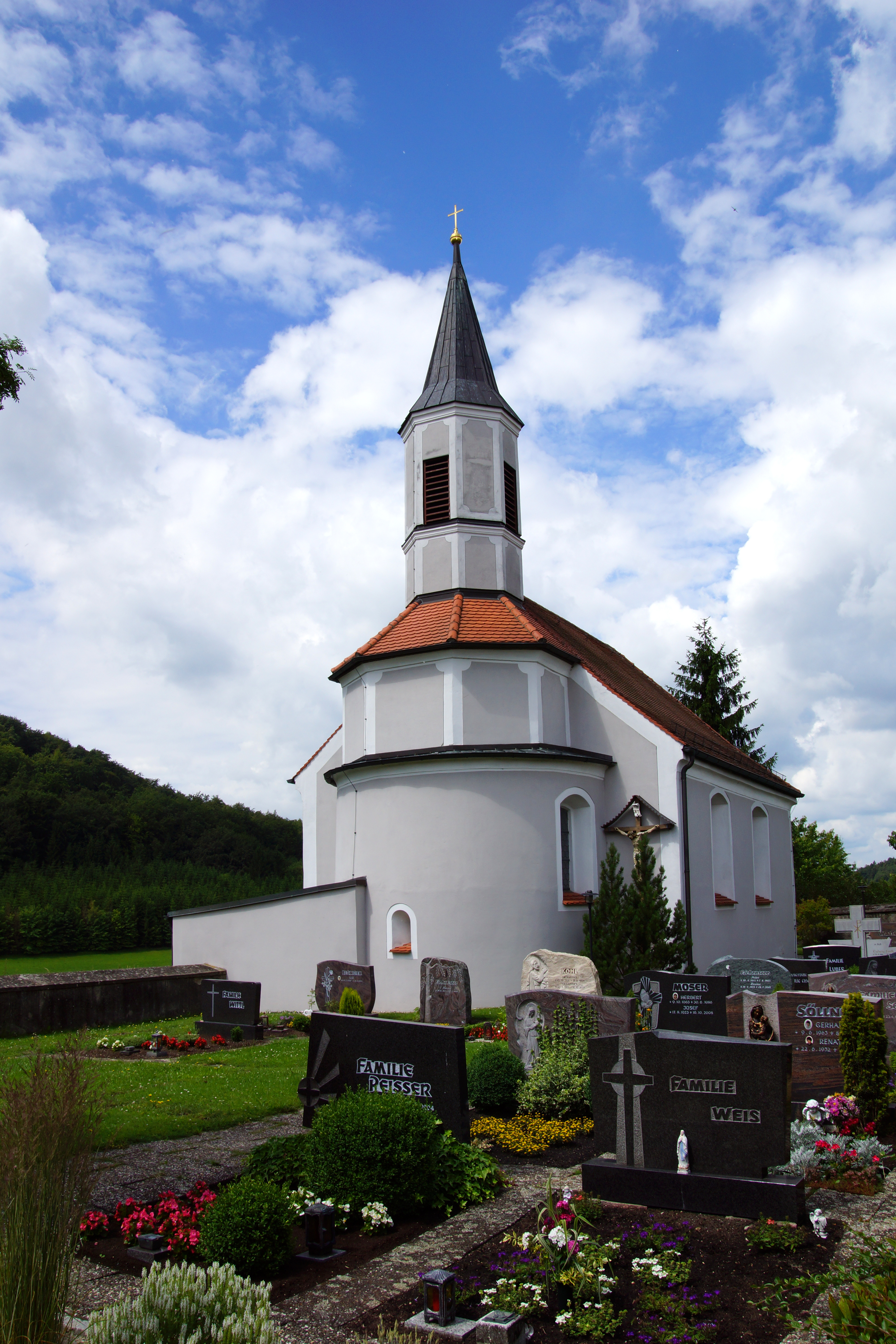
Katholische Filialkirche St. Laurentius (2013)

Hackenhofen ist ein Gemeindeteil der Stadt Parsberg im Landkreis Neumarkt in der Oberpfalz.

## Lage
Das Kirchdorf liegt nördlich der Kernstadt Parsberg an der Staatsstraße 2234. Am nördlichen Ortsrand verläuft die A 3, südlich fließt die Schwarze Laber.

## Gemeindliche Zugehörigkeit
Hackenhofen gehörte schon im 19. Jahrhundert zur Gemeinde Rudenshofen, die 1946/47 aufgelöst war. Am 1. Januar 1971 wurde die Gesamtgemeinde nach Parsberg eingegliedert.

## Sehenswürdigkeiten
In der Liste der Baudenkmäler in Parsberg sind für Hackenhofen zwei Baudenkmale aufgeführt:
- Die im Kern romanische katholische Filialkirche St. Laurentius ist ein Saalbau mit halbrunder und eingezogener, gestufter Apsis, Chordachreiter, Fußwalm und Vorzeichen. In der ersten Hälfte des 17. Jahrhunderts wurde die Kirche umgestaltet.
- Das aus dem 18./19. Jahrhundert stammende Wohnstallhaus Rudenshofener Straße 16 ist ein eingeschossiges und traufständiges Oberpfälzer Bänderhaus mit Steildach.